# الیزویل (میسیسیپی)
الیزویل (به انگلیسی: Ellisville) شهری در ایالت میسیسیپی کشور ایالات متحده آمریکا است که جمعیت آن در سرشماری سال ۲۰۱۰ میلادی، ۴٬۴۴۸
نفر بوده‌است.